# Typhochrestus chiosensis
Espèce
Typhochrestus chiosensis est une espèce d'araignées aranéomorphes de la famille des Linyphiidae.

## Distribution
Cette espèce se rencontre en Grèce et en Turquie.

## Étymologie
Son nom d'espèce, composé de chios et du suffixe latin -ensis, « qui vit dans, qui habite », lui a été donné en référence au lieu de sa découverte, l'île de Chios.

## Publication originale
- Wunderlich, 1995 : Beschreibung bisher unbekannter Arten der Baldachinspinnen aus der Östlichen Mediterraneis (Arachnida: Araneae: Linyphiidae). Beiträge zur Araneologie, vol. 4, p. 655-686.